# Alexander Sonderegger

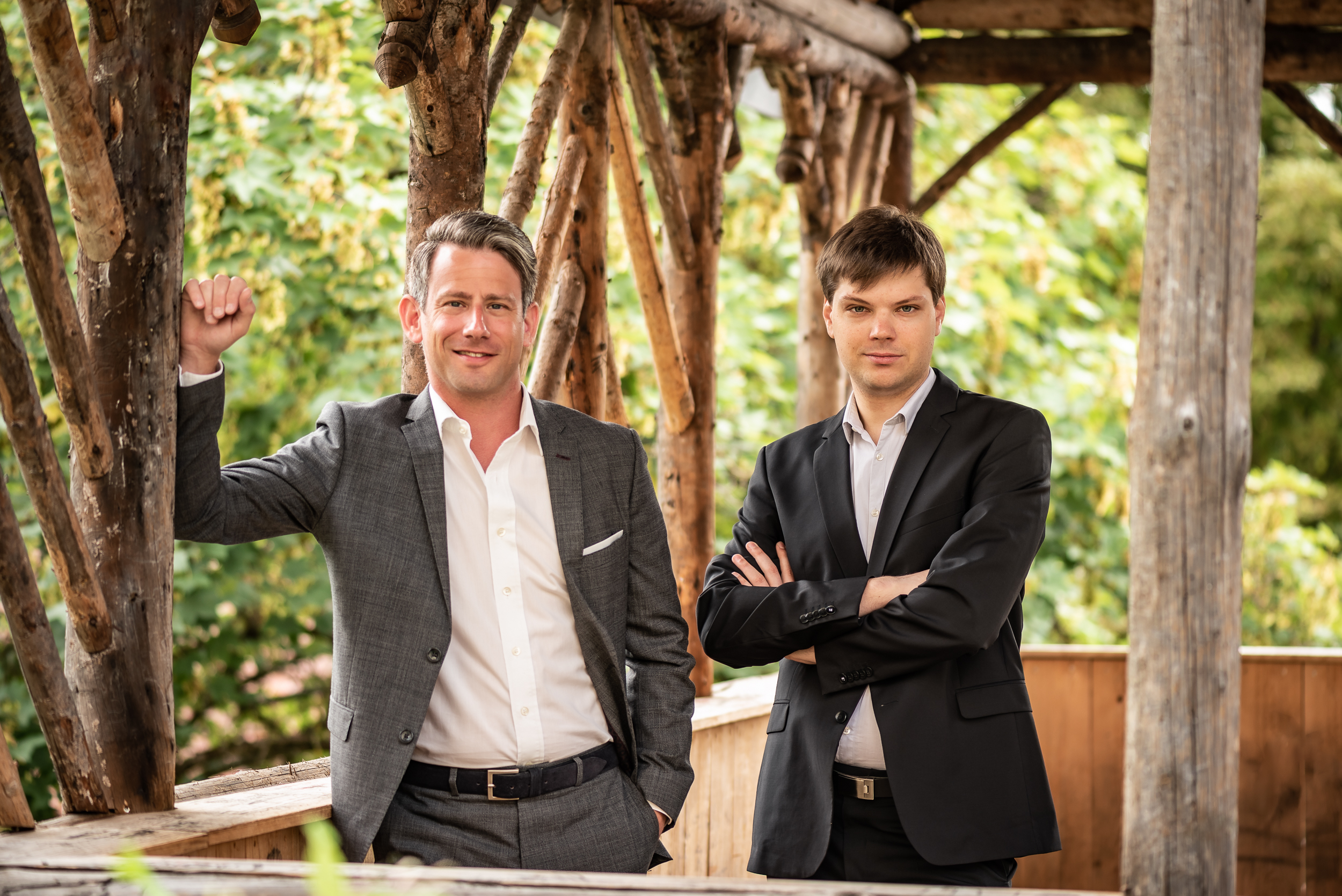
Nik Kevin Koch und Alexander Sonderegger, 2022

Alexander Sonderegger (* 1991 in Petrosawodsk, Russland) ist ein russisch-deutscher Pianist und Hochschuldozent.

## Leben
Alexander Sonderegger wuchs als Sohn einer Musikwissenschaftlerin und eines Dirigenten in Russland auf. Im Alter von 5 Jahren erhielt er seinen ersten Klavierunterricht. Im Jahr 2007 begann er sein Klavierstudium am Staatlichen Glasunow-Konservatorium in Petrosawodsk bei Viktor Portnoi. Von 2008 bis 2017 studierte er an der Hochschule für Musik und Darstellende Kunst Stuttgart bei Shoshana Rudiakov, Kirill Gerstein und Péter Nagy. Während seines Studiums nahm er an Meisterkursen bei Nikolai Petrow, Konrad Elser und Dmitri Bashkirov teil. Sein Konzertexamen schloss er mit Auszeichnung ab. Seit 2018 war Alexander Sonderegger Dozent für Korrepetition an der Hochschule für Musik und Darstellende Kunst Stuttgart. Seit 2019 unterrichtet er dort Klavier. Er ist mit der Violinistin Alena Sonderegger verheiratet.
Als Solist trat Alexander Sonderegger mit den Stuttgarter Philharmonikern, dem Orquesta Sinfónica de la Región de Murcia, dem Sinfonietta Lentua Orchestra, der Jungen Waldorf-Philharmonie, dem Murmansk Philharmonic Orchestra und mit dem Moroccan Philharmonic Orchestra auf. Alexander Sonderegger und sein Bruder, der Violinist Eduard Sonderegger, treten als Sonderegger Duo auf.

## Auszeichnungen
- 2003: Erster Preis beim Internationalen Carl-Czerny-Wettbewerb in Prag[2]
- 2005: Erster Preis beim 16. Internationalen Klavierwettbewerb in Rom[2]
- 2007: Erster Preis beim 3. Internationalen Waleri-Gawrilin-Wettbewerb in Wologda[2]
- 2014: Zweiter Preis beim Carl-Wendling-Wettbewerb für Kammermusik in Stuttgart (mit Eduard Sonderegger)[2]
- 2018: Zweiter Preis beim ClaMo-Klavierwettbewerb in Murcia[3]
- 2019: IKIF Artist Recognition Scholarship Award in New York[3]
- 2019: Erster Preis beim 21. Internationalen Klavierwettbewerb in Île-de-France[6]

## Diskographie
- 2019: Brahms Szymanowski Enesco (Sonderegger Duo)